# Rudolf Pilfousek
Rudolf Pilfousek (2. ledna 1899 Habartice – 5. března 1980 Erlangen nebo 1944) byl do roku 1938 důstojník československé armády, od roku 1939 důstojník slovenské armády. Za 2. světové války byl velitelem Rychlé divize a Zajišťovací divize.
V době mobilizace dne 23. 9. 1938 působil v československé armádě jako náčelník štábu 6. divize "KALVODA". Dne 8. 10. 1938 byl na základě Mnichovské dohody propuštěn z armády v hodnosti podplukovník generálního štábu. Dne 31. 8. 1939 nastoupil do služby ve slovenské armádě a zúčastnil se války proti Polsku. V roce 1940 byl povýšen do hodnosti plukovník generálního štábu. Od 22. 6. 1941 se jako velitel Rychlé divize účastnil bojů proti SSSR. V letech 1942 až 1943 byl velitelem Zajišťovací divize a podílel se na protipartyzánských operacích na Ukrajině. Od května 1944 byl velitelem 2. divizní oblasti, po vypuknutí SNP měl vstoupit do SS. Podle některých zdrojů zemřel v roce 1944, podle jiných zemřel v roce 1980 v Německu.